# Gymnázium Jiřího Wolkera
Gymnázium Jiřího Wolkera je střední škola v Prostějově. Název nese po prostějovském rodákovi a básníku Jiřím Wolkerovi. Studium je realizováno ve 4letých a 8letých vzdělávacích programech.

## Historie

### Zřízení gymnázia
První podnět ke zřízení státního gymnázia s českým vyučovacím jazykem v Prostějově předložil městské radě zastupitel Jindřich Stross v roce 1893 a 4. října téhož roku podala městská rada příslušnou žádost. Jelikož žádost nebyla vyřízena, intervenovali Jindřich Stross se starostou Karlem Vojáčkem neúspěšně u ministra kultu a vyučování a u moravského místodržitele.
Zřízení gymnázia bylo povoleno až císařským rozhodnutím z 21. listopadu 1898 s výukou od následujícího školního roku 1899/1900. Jindřich Stross se stal prvním předsedou školní rady. Zásluhu na zřízení gymnázia měl také profesor Univerzity Karlovy Antonín Rezek, který byl odborovým přednostou na ministerstvu kultu a vyučování.

### Období Rakousko–Uherska
Vyučování bylo zahájeno 19. září 1899. Budova gymnázia v Kollárově ulici ještě nebyla dokončena, proto se první dva roky vyučovalo v prozatímní budově na Brněnské ulici. Prvním ředitelem školy byl jmenován Jan Wimmer. Budova gymnázia v Kollárově ulici byla dokončena v roce 1901. Náklady činily 412 693 korun v tehdejší měně. Slavnostní obřad konsekrace se konal 15. září 1901 a před budovou v rámci slavnostního zahájení vystoupil poslanec Václav Perek, bojovník za prosazení zákona, podle něhož každé české dítě má chodit do české školy. Dne 16. září 1901 se nová budova budova naplnila studenty a 17. listopadu byla otevřena i aula, která se používala i jako kaple ke školním bohoslužbám. Písemné maturity se tehdy konaly z češtiny, matematiky, vlastivědy a buď z latiny, nebo z řečtiny.
Během první světové války byla veškerá činnost pod kontrolou rakouských vojenských a politických úřadů. Vytvoření samostatného československého státu bylo přijato s nadšením a nadějemi. Žáci konali průvody městem a spolu s dalšími obyvateli odstraňovali rakouské státní symboly.

### Období druhé světové války
Do života školy válečný konflikt silně zasáhl. V roce 1942 mělo gymnázium 449 žáků a bylo tehdy na druhém místě mezi klasickými gymnázii v Československu. V lednu téhož roku musel být z fasády budovy odstraněn portrét Františka Palackého, byla zavedena dvojjazyčná vysvědčení a ústav byl ministerským nařízením změněn na reálné gymnázium. V závěru války byla leteckým bombardováním značně poškozena celá čelní strana budovy. Obětem nacistické okupace na škole je věnována pamětní deska, která je umístěna ve vestibulu školy. Autorem desky je prostějovský sochař Jan Tříska.

### Poválečné období a období komunistického režimu
Po válce bylo vyučování v nouzových podmínkách obnoveno 10. prosince 1945. Normální výuka byla zahájena ve školním roce 1947/48, kdy se škola sloučila s reálným dívčím gymnáziem a škole byl propůjčen čestný název Gymnázium Jiřího Wolkera.
Tragickým rokem, který silně poznamenal život školy byl rok 1953. 10. dubna 1953 byl z hlavního prostějovského náměstí v brzkých ranních hodinách vojáky a příslušníky StB odstraněn pomník T. G. Masaryka. Třída III. A byla označena za jednoho z hlavních iniciátorů následných protestů, nebyla připuštěna k maturitě a následně byla rozpuštěna včetně profesorské sboru, třídní profesor Bohumil Svozil byl ze školství vyloučen. Některým studentům nebylo umožněno vzdělání dokončit ani na jiné střední škole.
V osnovách gymnázia se projevily ideologizující tendence komunistického režimu, které poznamenaly hlavně učivo humanitních předmětů. V letech 1970–1972 byla provedena generální oprava budovy.

## Po roce 1989

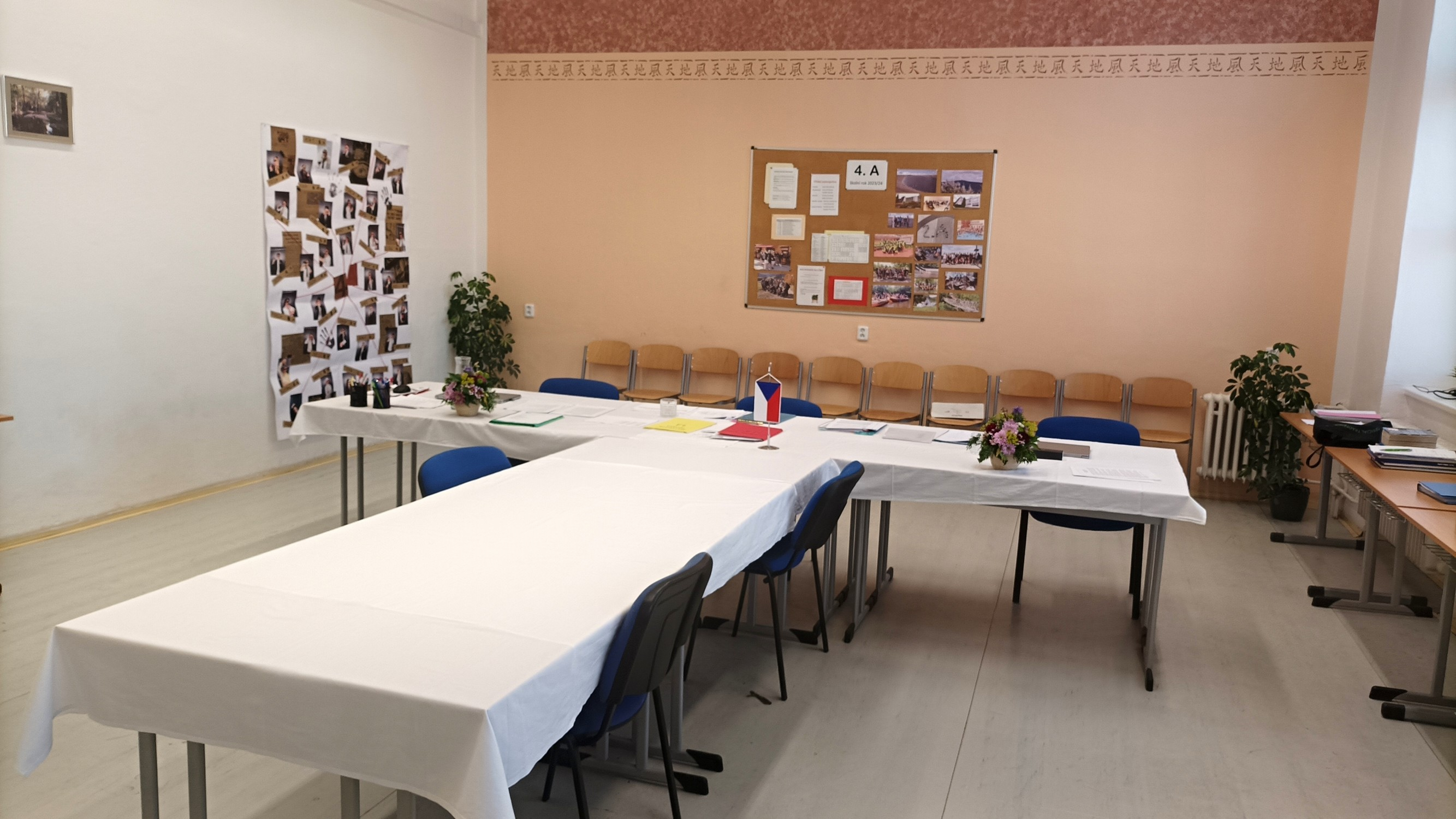
Třída připravená k ústní maturitě v roce 2024

Obnovení demokratických poměrů v roce 1989 přineslo výrazné změny nejen ve vedení školy, ale posléze i v pojetí osnov a celkové koncepci výchovy a vzdělání na škole. V září 1990 byly zřízeny dvě třídy víceletého gymnázia, kam byli přijímáni žáci z 5. ročníku základní školy. Změny doznal i vnější a vnitřní vzhled budovy. Pro potřeby gymnázia byla vyčleněna budova č. p. Kollárova 1, která byla v roce 1992 spojena s původním objektem chodbou na úrovni 1. poschodí. V nové budově byly umístěny kabinety, odborné počítačové učebny, učebny biologie a třídy pro výuku jazyků a školní knihovna. V další budově (tzv. přístavbě) byla v roce 1993 zřízena jídelna a o rok později, po zrušení původních šaten, i malá tělocvična.

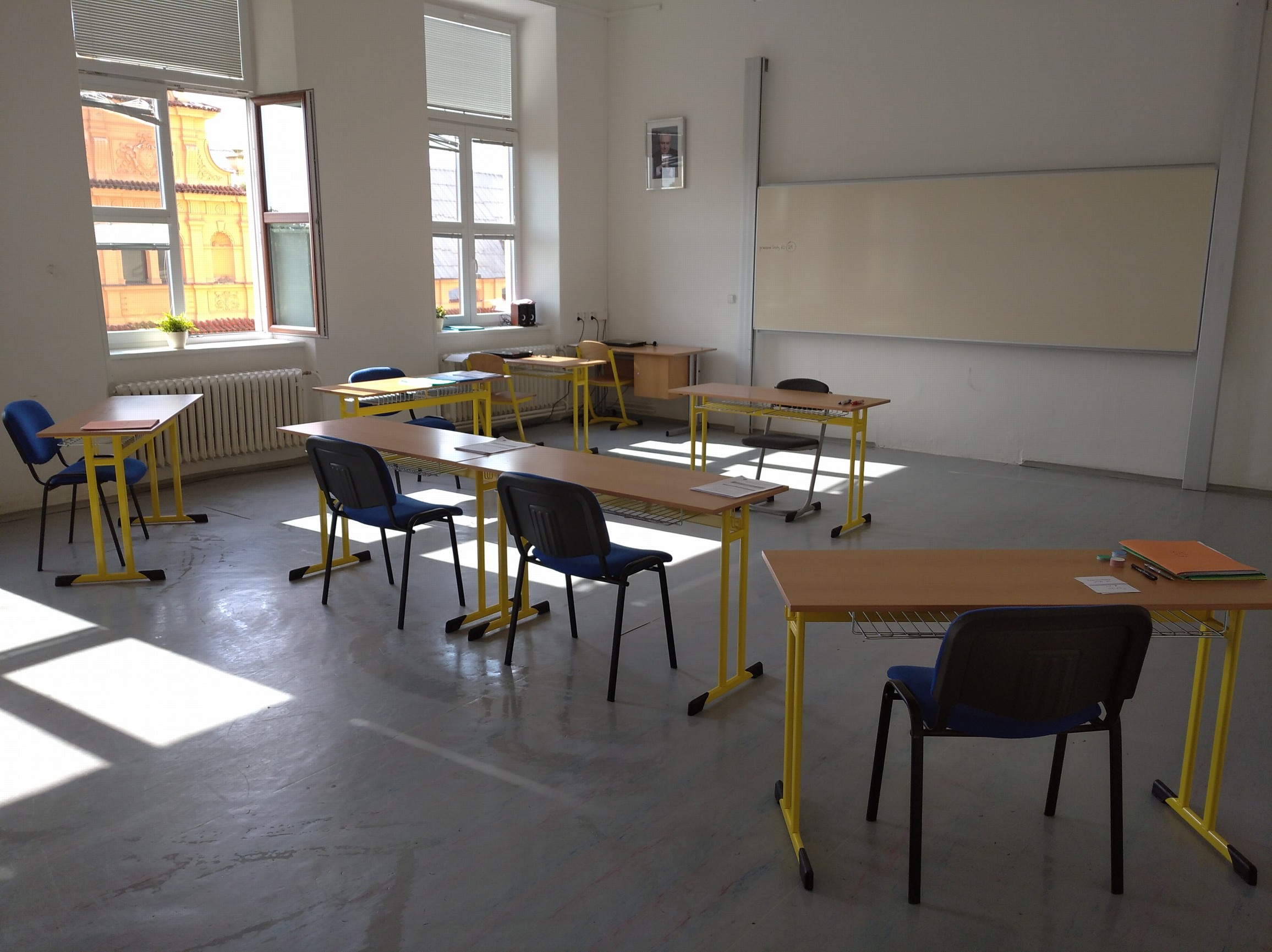
Třída připravená k ústní maturitě v roce 2020 za pandemických pravidel

Bylo rozhodnuto, že bude zachován základní všeobecný charakter vzdělání a studenti se mohou profilovat podle svých zájmů v posledních letech studia volitelnými předměty. 
Od roku 2011 je gymnázium fakultní školou Přírodovědecké fakulty Univerzity Palackého v Olomouci. V únoru 2016 obdržela škola akreditaci Ministerstva školství, mládeže a tělovýchovy umožňující ve vybraných předmětech osmiletého studia vést kombinovanou výuku v českém a anglickém jazyce. Podle výsledků přijímacího řízení společnosti CERMAT z roku 2024 patří Gymnázium Jiřího Wolkera mezi nejžádanější školy Olomouckého kraje.
Žáci osmiletého i čtyřletých studijních programů vyjíždí v rámci studie jazyka do Velké Británe. Pro žáky studující jako druhý cizí jazyk španělštinu, bývají pořádány exkurze do Španělska nebo mohou v rámci programu Erasmus jet na výměnný pobyt do partnerské školy Cooperative de Enseñanza La Flota Futuro v jihošpanělské Murcii. Pro žáky studující německý jazyk je též v rámci programu Erasmus možnost vyjet do partnerské školy v německém Lipsku nebo do rakouské metropole Vídně.

## Významní absolventi
- Jiří Wolker – básník
- Otto Wichterle – vynálezce, vědec
- Linda Wichterlová – vědkyně, stomatoložka
- Jan Uher – pedagog, psycholog, sociolog
- Karel Husárek – generál, voják
- František Kopečný – bohemista, jazykovědec (slavista)
- František Cinek – kněz, profesor dogmatiky[20]
- Karel Pittich – básník, prozaik
- Vasil Kaprálek Škrach – filozof, překladatel, sociolog
- Vojtěch Ondrouch – historik
- Ivan Sekanina – právník, novinář
- Zeno Dostál – spisovatel, fejetonista, scenárista
- Gabriela Wilhelmová – herečka
- Ladislav Županič – herec
- Nina Škottová – politička
- Miroslav Černošek – sportovní podnikatel, manažer, funkcionář
- Leo Klein – plastický chirurg
- Eugen Vencovský – psychiatr
- Jiří Lehečka – tenista
- Jakub Menšík – tenista
- Kristýna Piňosová – jachtařka

## Vzdělávací programy
- English for the Future – 8letý vzdělávací program s výukou některých předmětů kombinovaně v českém a anglickém jazyce.
- Gymnázium - všeobecné – 4letý vzdělávací program, všeobecný.
- Gymnázium se sportovní přípravou – 4letý vzdělávací program, s důrazem na rozvoj sportovního talentu žáků.[21]

## Partnerské školy
- Cooperative de Enseñanza La Flota Futuro, Murcia  Španělsko (od 2017)
- Leppävirran lukio, Leppävirta  Finsko (od 2017)
- Tarup Skole, Odense  Dánsko (od 2019)
- Liceum Ogólnoksztalcace Im. Powstaňcóv Wielkopolskich, Środa Wielkopolska  Polsko (2004–2021) – spolupráce na žádost partnerské školy ukončena
- Léon – Foucault – Gymnasium, Hoyerswerda  Německo (2010–2021) – spolupráce na žádost partnerské školy ukončena
- Bo-ai International School, Xi'an  Čína (2019–2022) – spolupráce ukončena
- Gymnázium 25, Kostroma  Rusko (2019–2022) – spolupráce vypovězena[22]

## Fotogalerie

### Prostory gymnázia

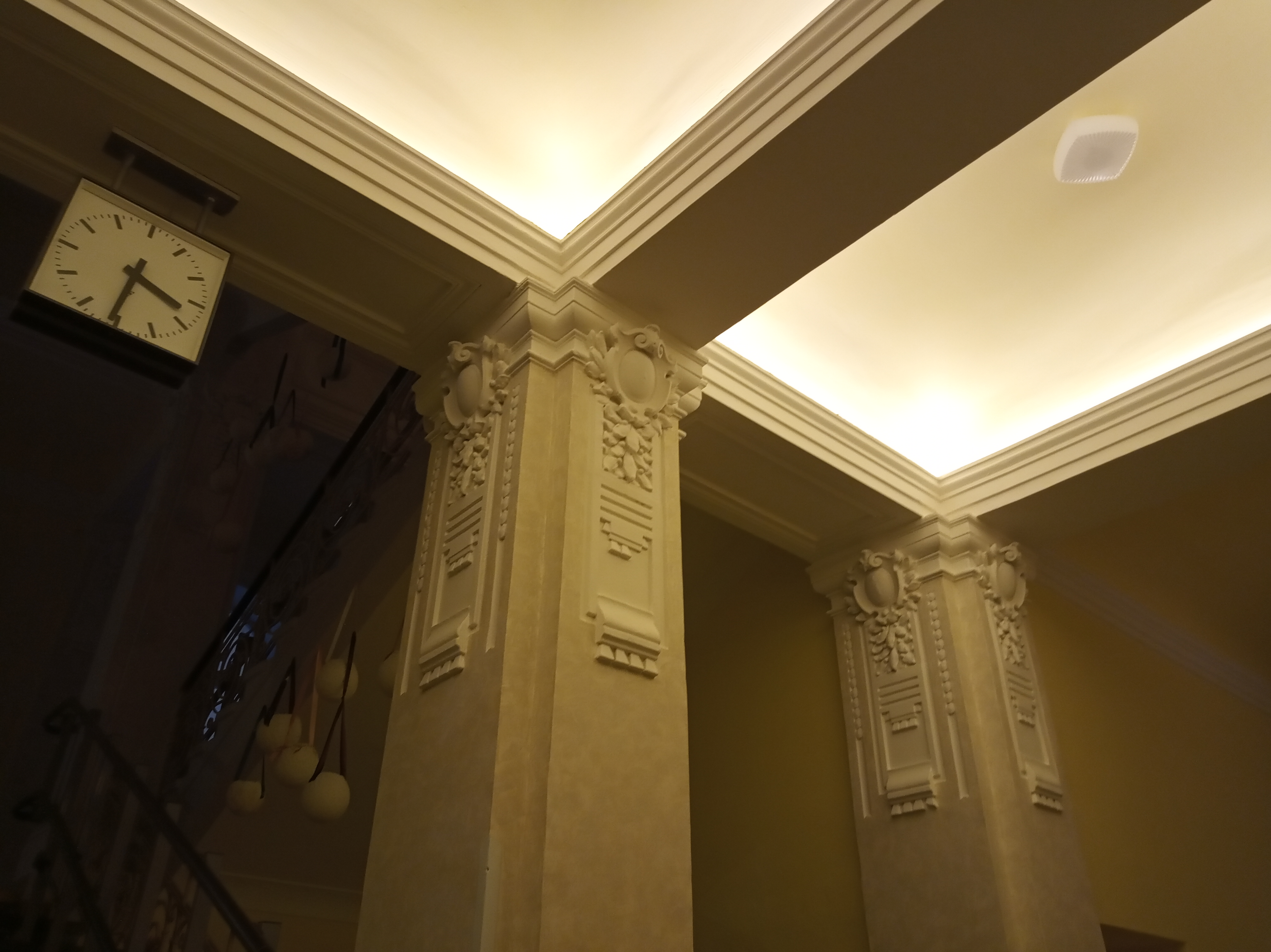
Sloupy zdobené ornamenty ve stylu historicismu s novorenesančními prvky
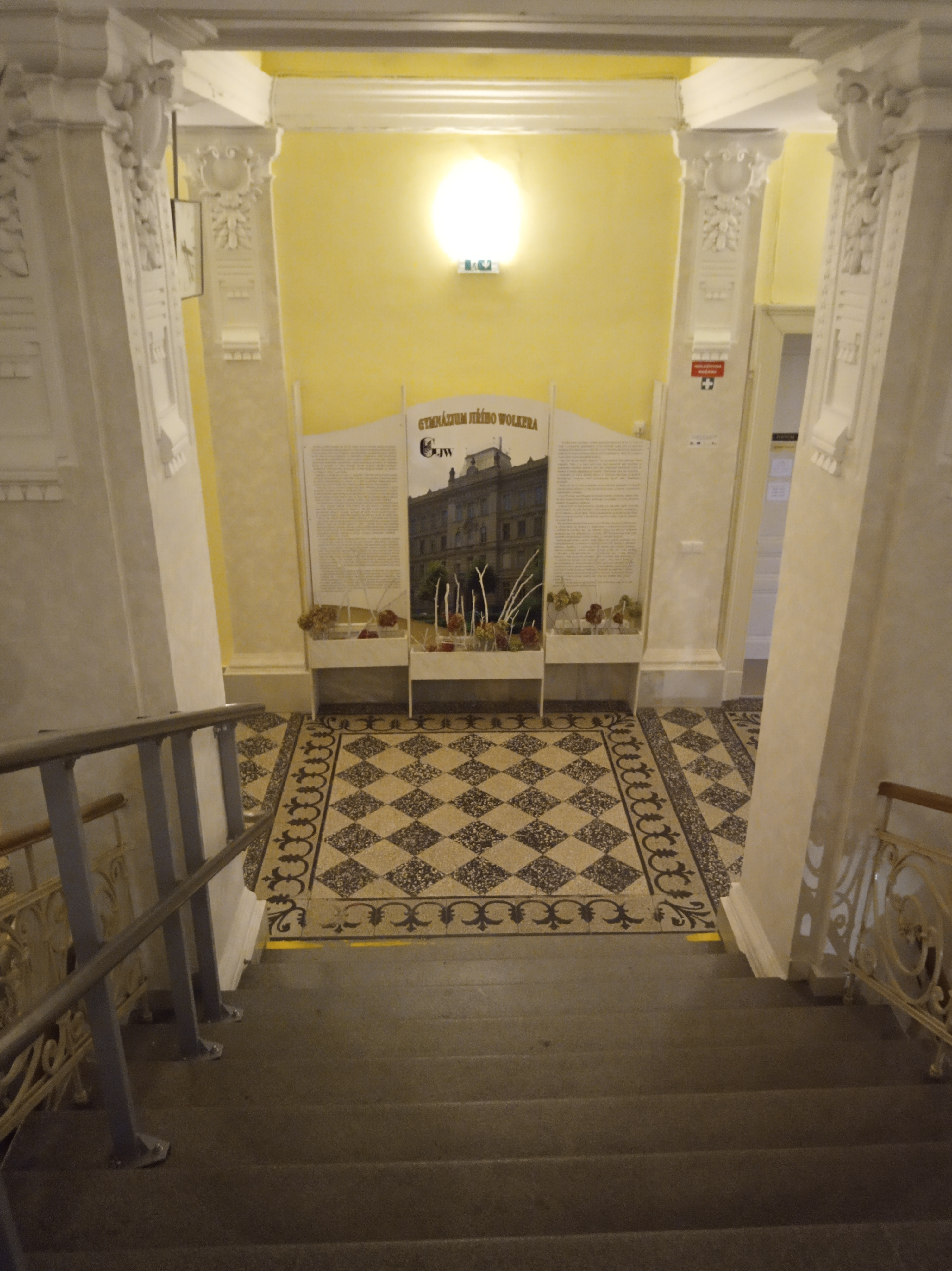
Pohled ze schodiště do 1. poschodí
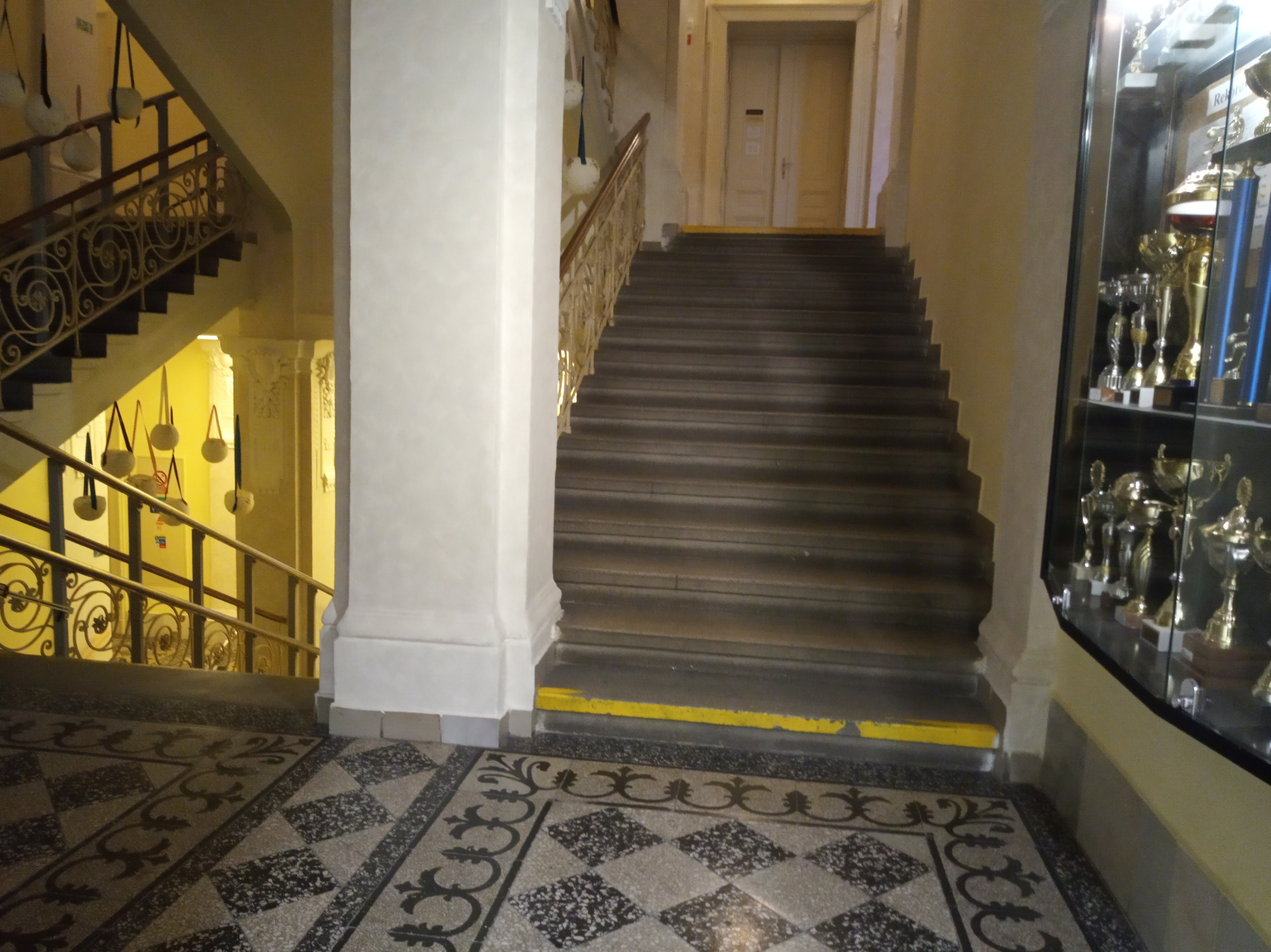
Schodiště mezi 1. a 2. poschodím
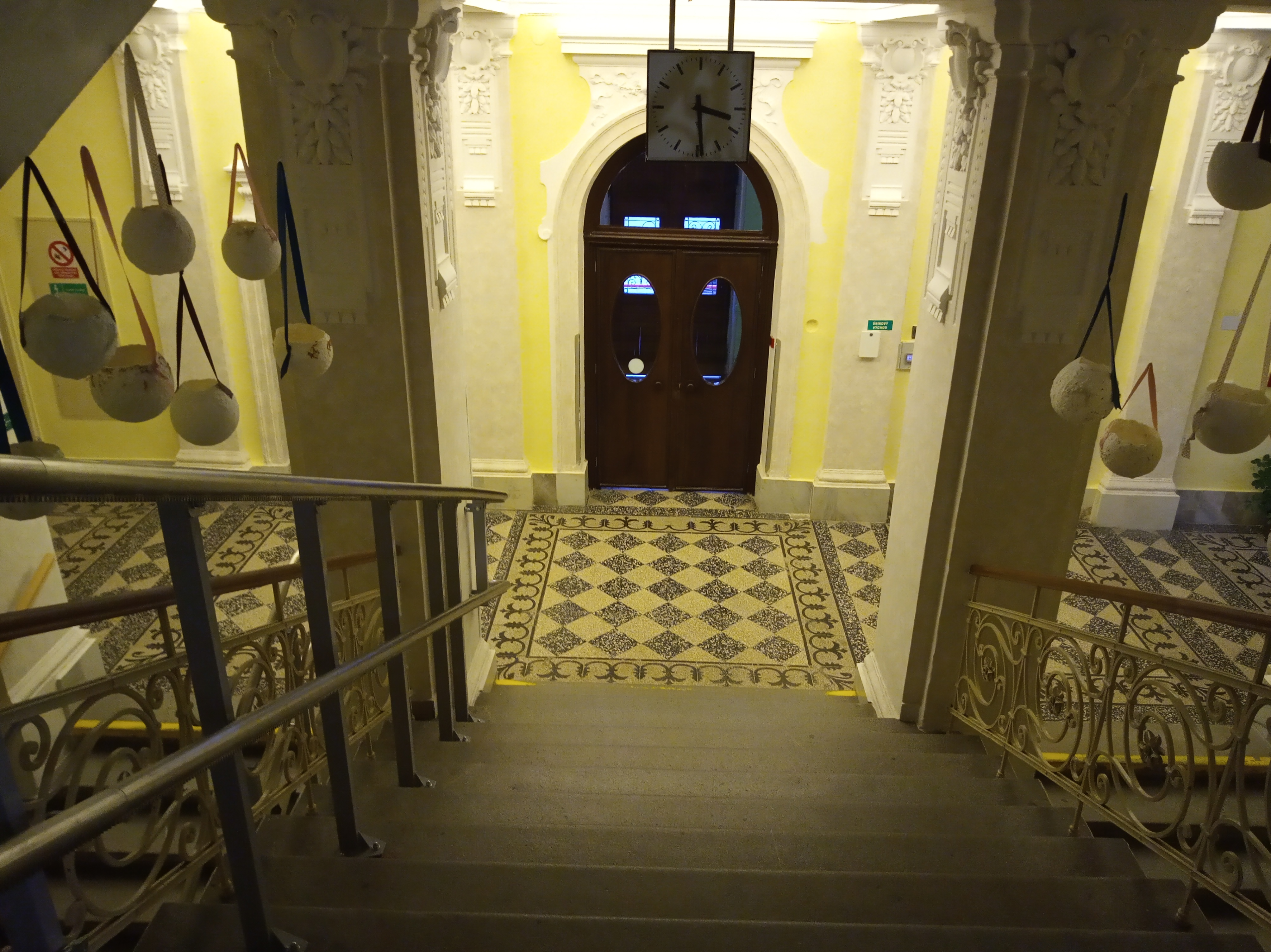
Hlavní vchod
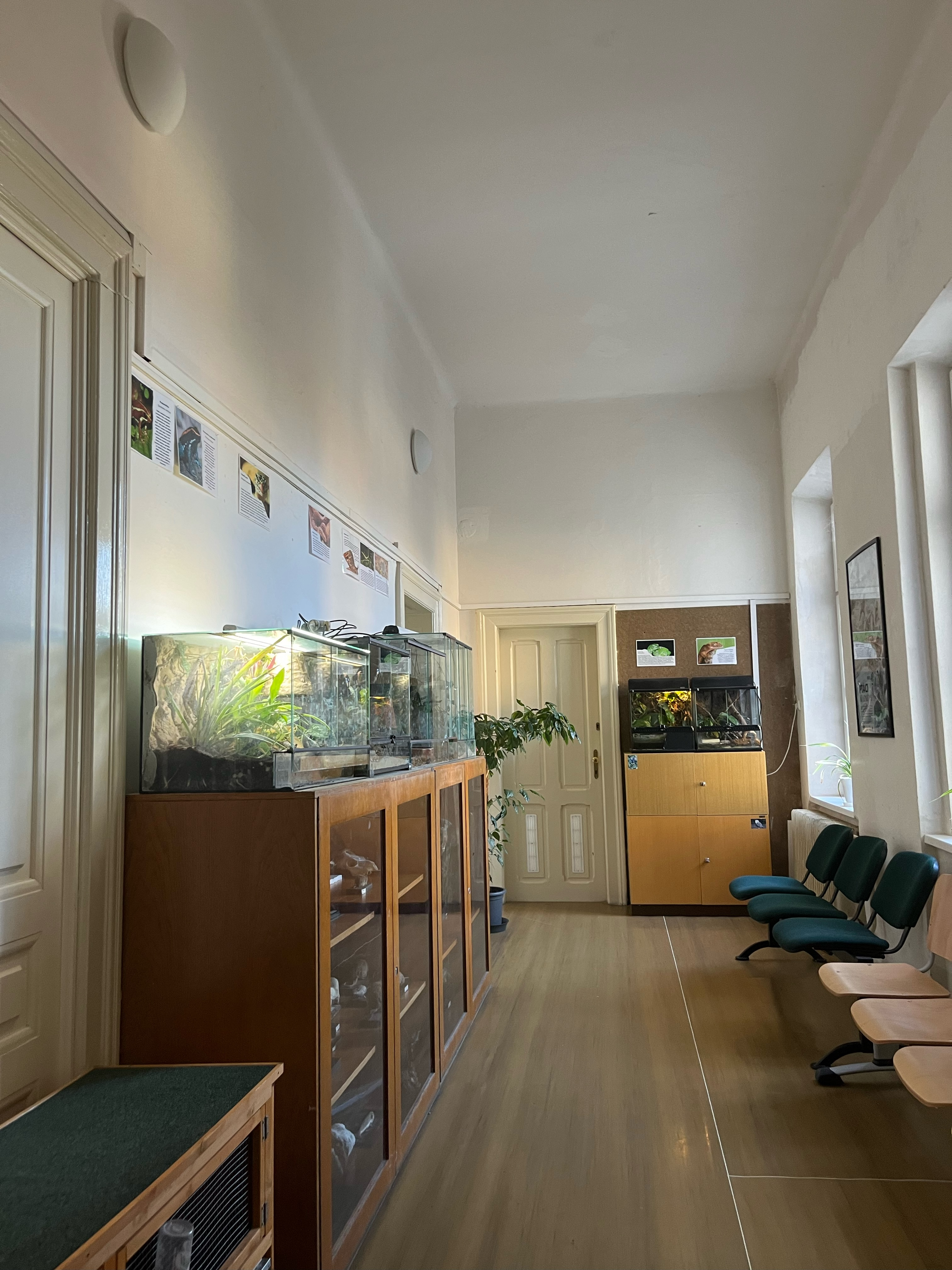
Zookoutek v budově B
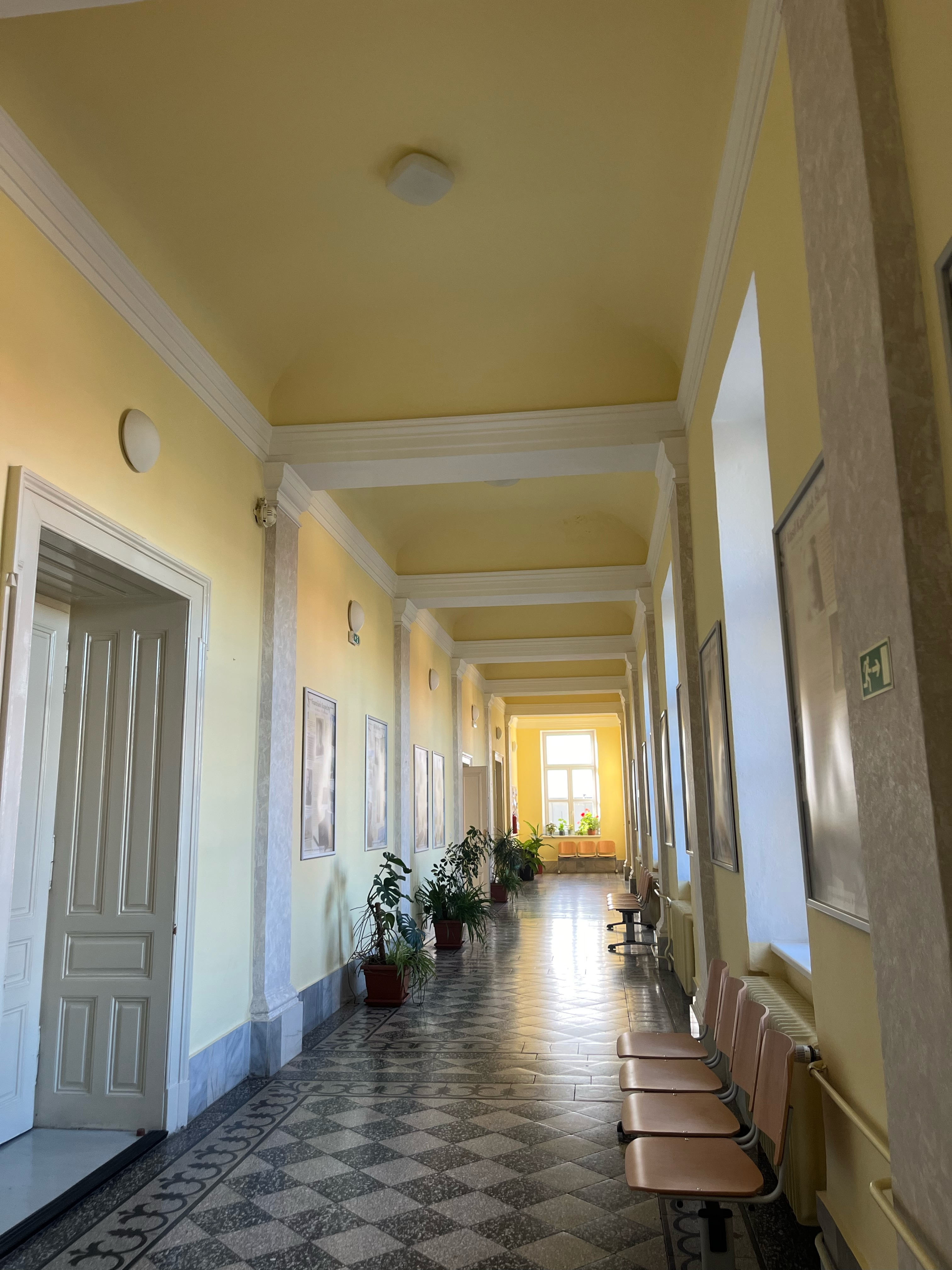
Chodba v budově A
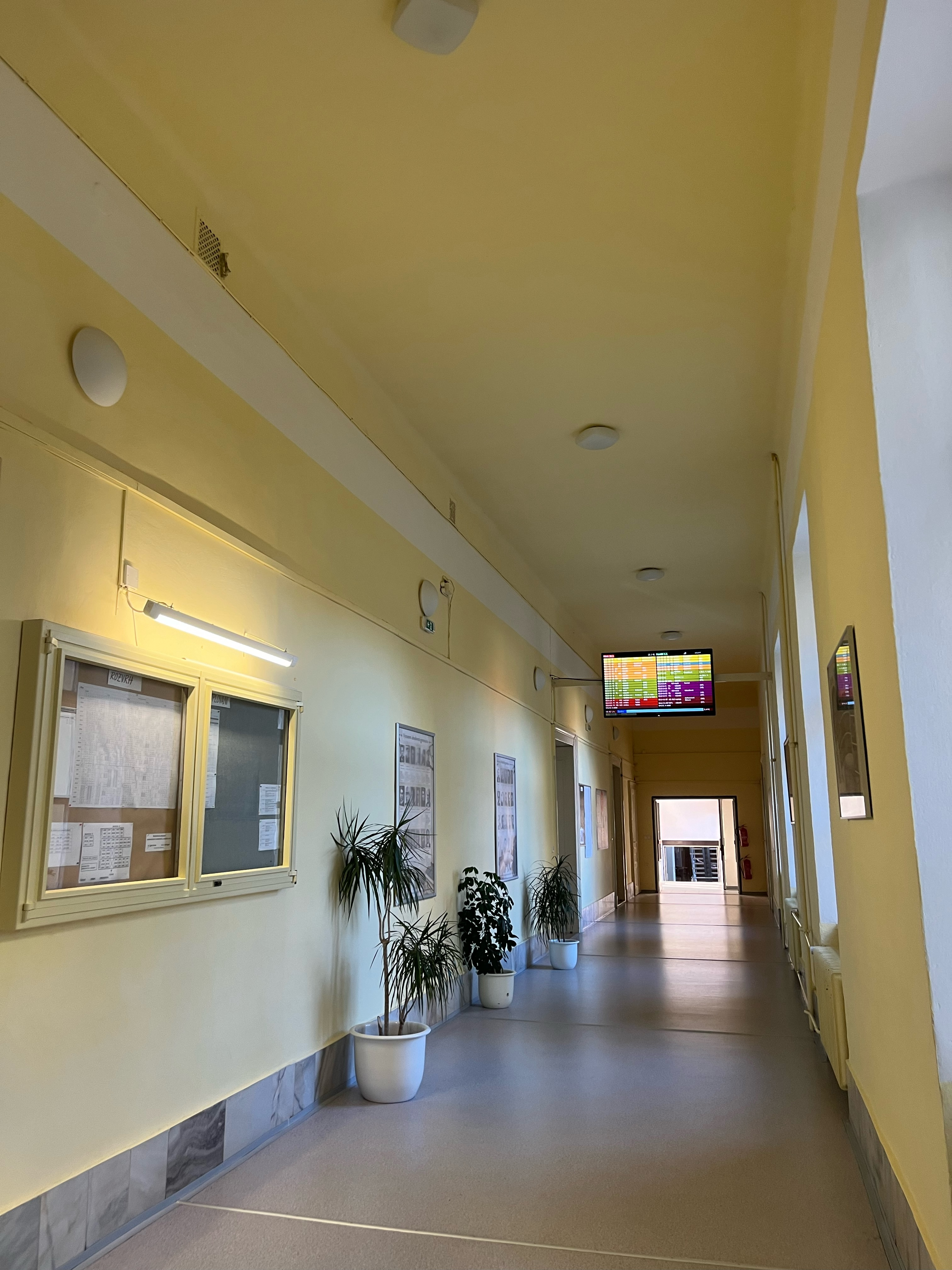
Chodba v prvním patře na budově A
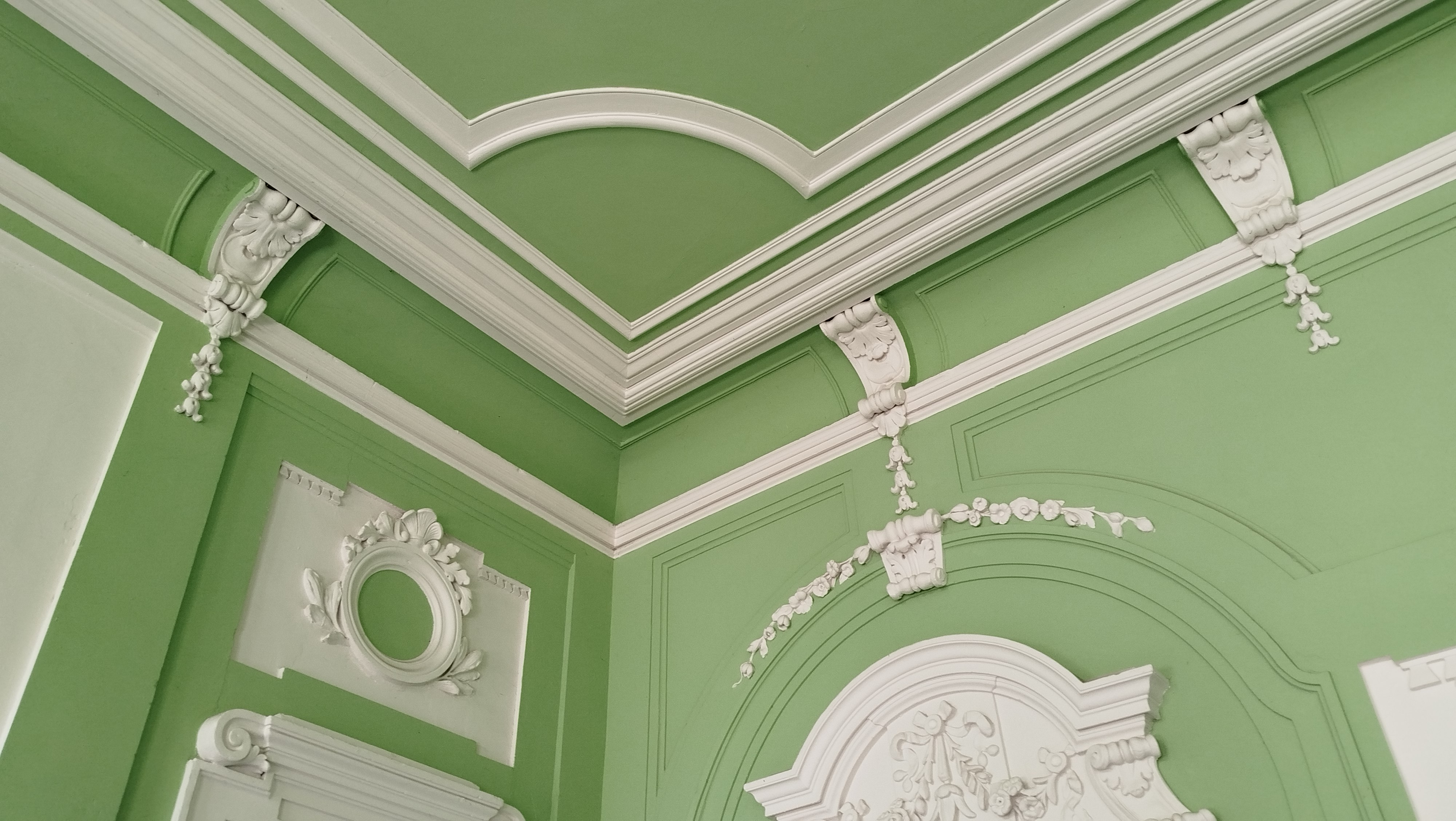
Vstupní hala ve stylu historicismu s novorenesančními prvky
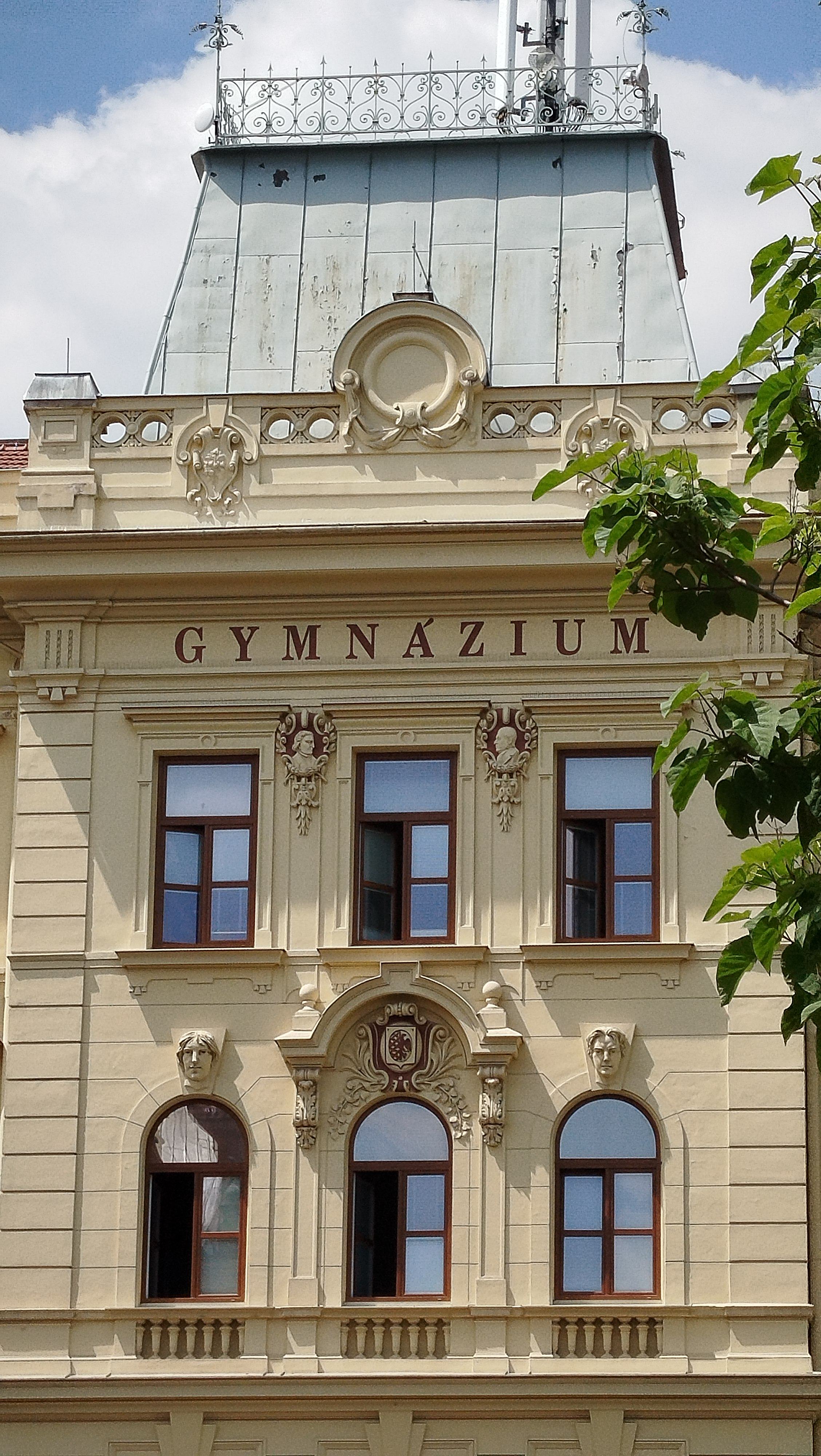
Fasáda budovy - detail
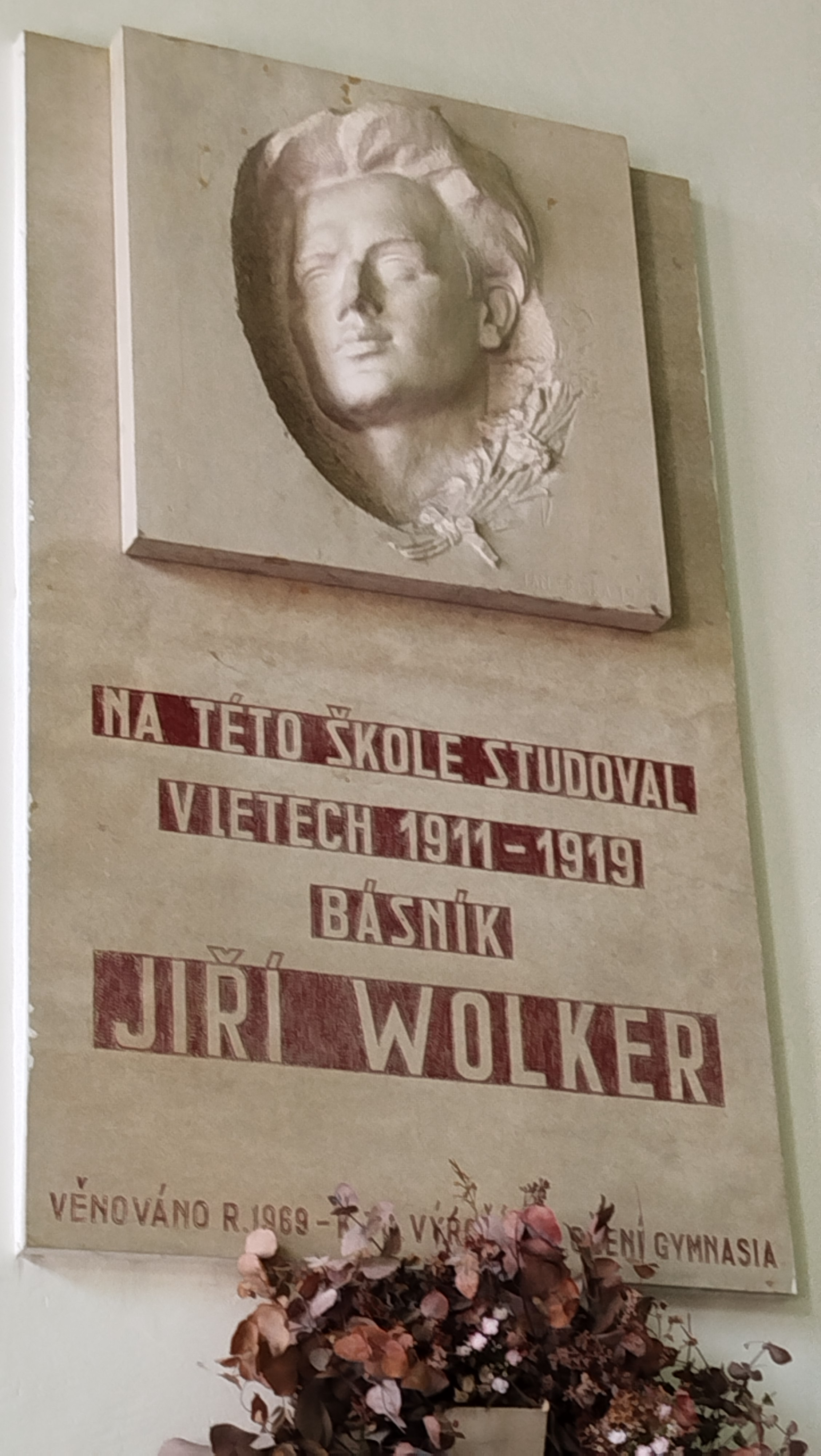
Pamětní deska věnovaná Jiřímu Wolkerovi (1969) - vstupní hala
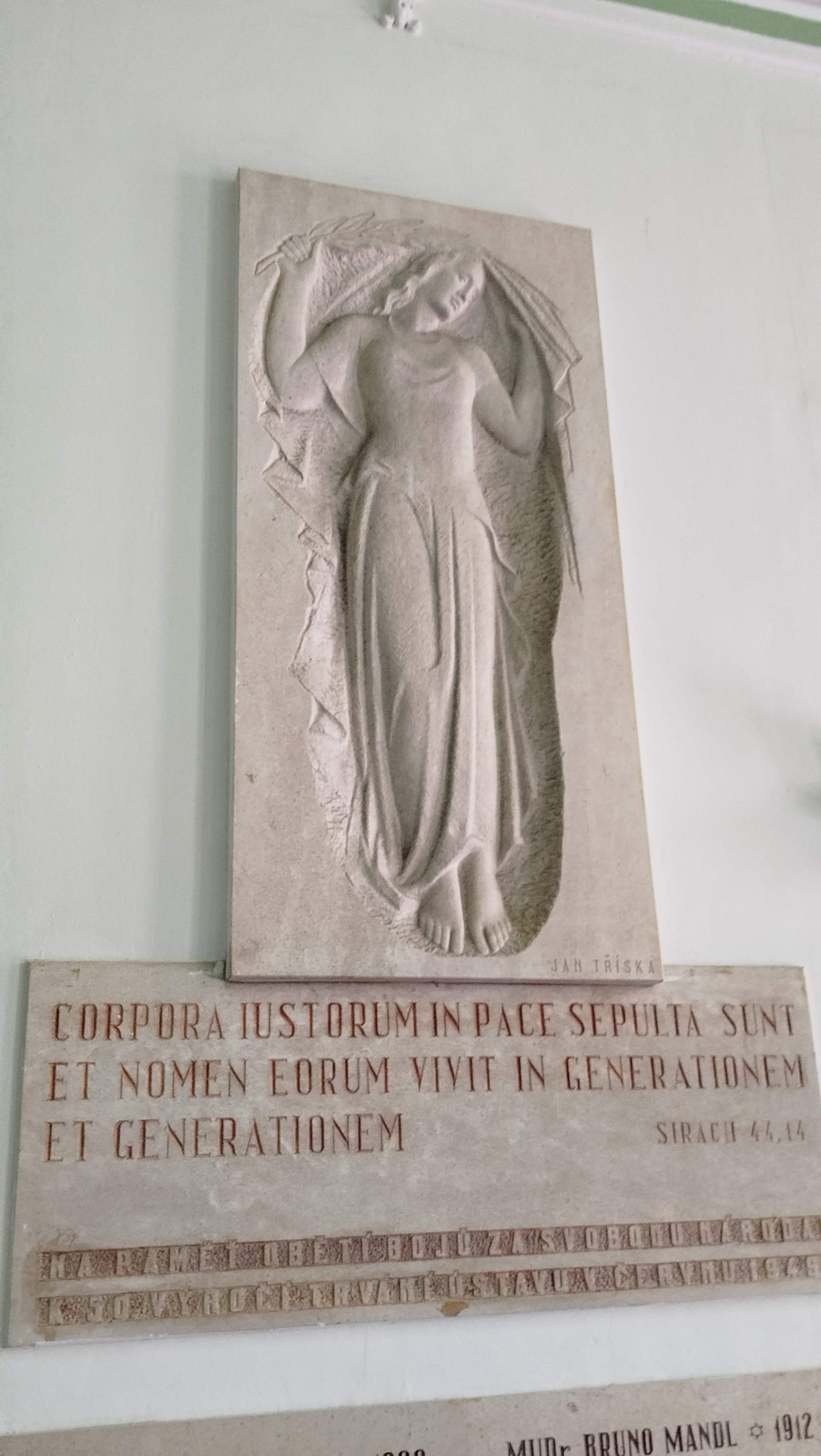
Pamětní deska věnovaná 50 letému výročí  školy (červen 1949) - vstupní hala